# Dzongkar
| Tibetische Bezeichnung                     |
| ------------------------------------------ |
| Tibetische Schrift: རྫོང་དཀར་                |
| Wylie-Transliteration: rdzong dkar         |
| Offizielle Transkription der VRCh: Zonggar |
| THDL-Transkription: Dzongkar               |
| Chinesische Bezeichnung                    |
| Traditionell: 宗嘎 (historisch: 宗喀)      |
| Pinyin:Zōnggā (Zōngkā)                     |

Dzongkar (tibetisch རྫོང་དཀར་ Wylie rdzong dkar), „Weiße Festung“, oder ausführlicher Khyungdzong karpo (tib.: ཁྱུང་རྫོང་དཀར་པོ་ khyung rdzong dkar po), „Weiße Festung des Garuda“, ist die Bezeichnung der Burg der Könige von Mangyül Gungthang, die von 1265 bis 1620 von unter der Jurisdiktion von Sakya über die Regionen Dzongkar, Kyirong und Mustang herrschten. Gelegen ist die Festung im Südwesten Tibets nördlich des Kyirong-Tales, am Oberlauf des Zhorong Tsangpo (tib.: གཞོ་རོང་གཙང་པོ gzho rong gtsang po). 
Gleich einem am Himmel schwebenden Garuda (tib.: khyung po), so die Vorstellung der Tibeter, liegt die eindrucksvolle, einst über eine Umfassungsmauer mit dreizehn Wehrtürmen verfügende Festung an der Spitze eines Plateaus, das von zwei etwa 50 Meter tiefer verlaufenden Flüssen eingerahmt wird, dem Zhorong Tsangpo und einem Nebenfluss, der gleich unterhalb der Burg in den Hauptfluss mündet. Neben dem königlichen Palast war der innerhalb der Festungsmauern gelegene Gungthang Tsuglagkhang (tib.: gung thang gtsug lag khang) als das bedeutendste Heiligtum Mangyül Gungthangs die eigentliche Attraktion der Festung.
Nicht zu verwechseln ist die Burg mit dem Namen des Verwaltungsdistriktes. Eingeführt wurde Letzterer nach dem Zusammenbruch des Königreiches Mangyül Gungthang von der tibetischen Zentralregierung unter Führung des 5. Dalai Lama um 1644. Sein Name lautet jedoch Dzongkha (tib.: rdzong kha) oder Dzongga (tib.: rdzong dga’), wobei letztere Schreibung möglicherweise verderbt ist.